# فروویال

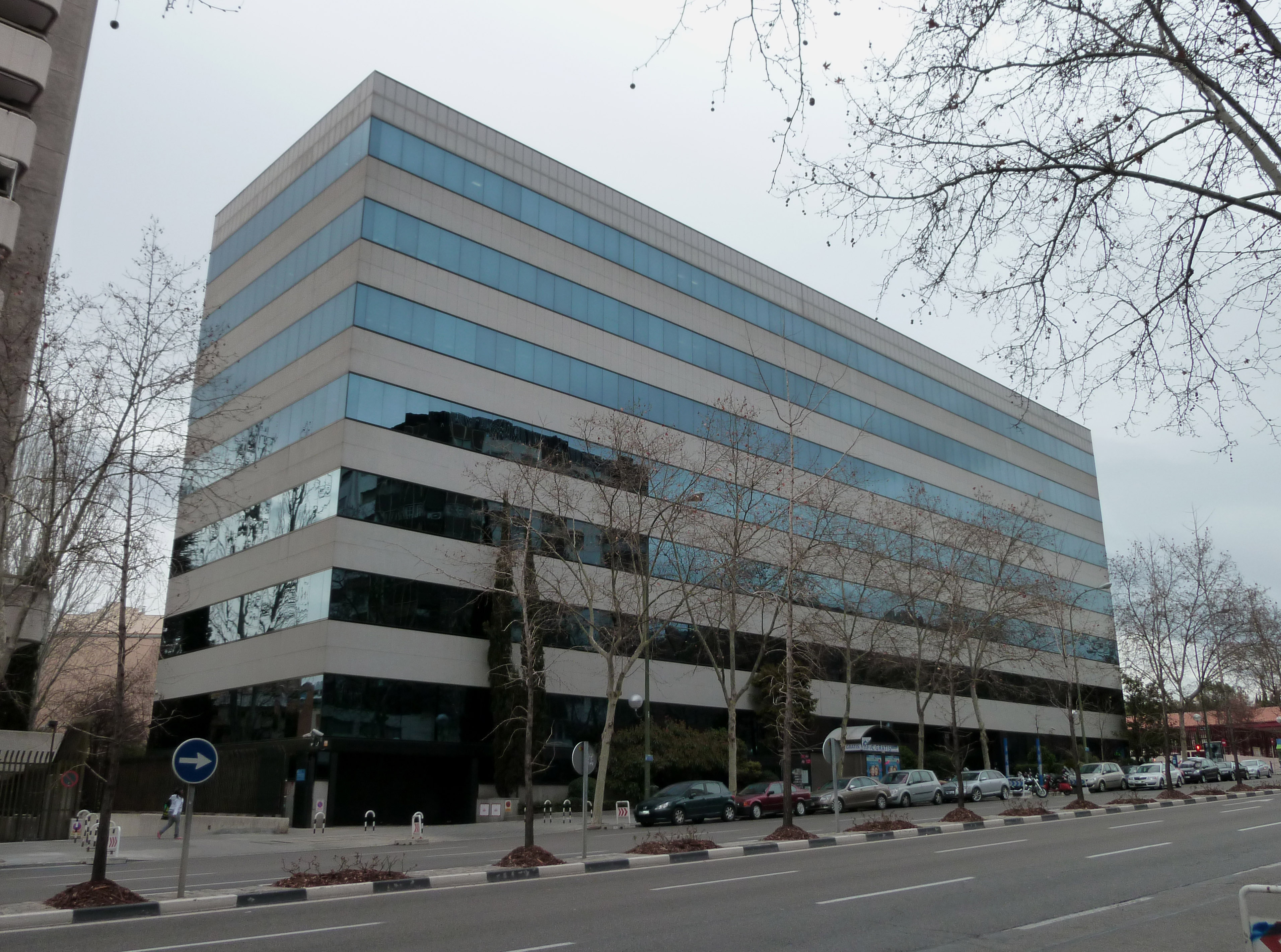
دفتر مرکزی فروویال، در مادرید

فروویال (به اسپانیایی: Ferrovial) که پیش‌تر با نام گروپو فروویال فعالیت می‌کرد، شرکت اسپانیایی است، که در زمینه طراحی، ساخت‌وساز، تامین مالی، عملیات احداث و نگهداری بزرگ‌راه‌ها و بسترهای حمل‌ونقل، اجرای زیرساخت‌های شهری و خدماتی و ساخت فرودگاه‌ها و متروهای شهری فعالیت می‌کند.
شرکت فروویال یک شرکت عمومی است، که سهام آن در بازار بورس اوراق بهادار مادرید دادوستد می‌شود و بخشی از شاخص آی‌بی‌ای‌اکس به‌شمار می‌آید. دفتر مرکزی این شرکت در شهر مادرید قرار دارد.
شرکت فروویال تاکنون پروژه‌های ساخت‌وساز بسیاری را در نقاط مختلف جهان به اجرا رسانده است. از پروژه‌های اجرا شده توسط این شرکت می‌توان به: فرودگاه مادرید-باراخاس، موزه گوگنهایم بیلبائو، فرودگاه ناپل، فرودگاه هیترو لندن، فرودگاه ساوت‌همپتون، فرودگاه بین‌المللی گلاسگو، فرودگاه آبردین، فرودگاه شهری جورج بست بلفاست و متروی لندن اشاره کرد.